# Население Чернигова
Население Чернигова на начало 2021 года составляло 280 тысяч человек.
По состоянию на 1 марта 2015 года на город приходилось 28 % населения Черниговской области. В начале 2014 года по численности населения среди городов Украины Чернигов занимал 18 место.

## История

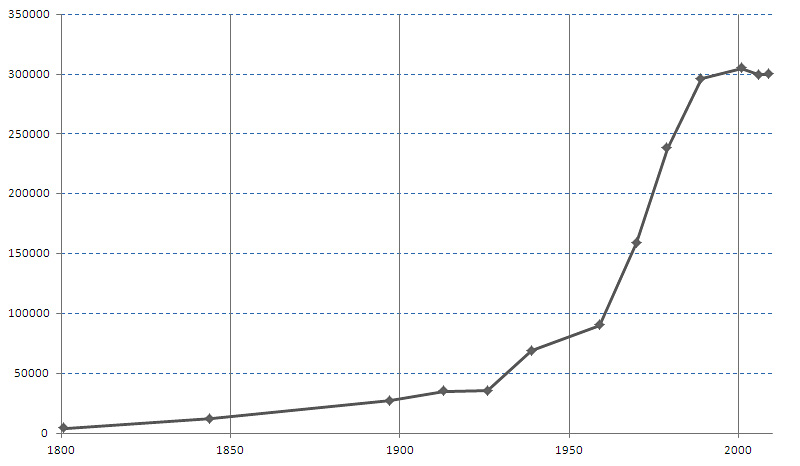
Демографическое развитие Чернигова

### Казацкое время
История Чернигова дает яркий пример значения политико-административного фактора жизни города. После 1648 года, со времен Богдана Хмельницкого, Чернигов стал центром Черниговского казацкого полка, однако в экономическом отношении и по численности населения значительно отставал от нескольких других городов (Нежина, Конотопа, Глухова, Березны).
Большинство исследователей считают, что в городах Левобережной Украины в XVIII веке проживало небольшое количество населения. Так, по подсчетам исследователей В. Кабузана и А. Перковского, жители левобережных городов (включая города и городки Чернигово-Северщины) во второй половине XVIII века составляли 6,5 % населения. В. Голобуцкий считает, что в городах в этот период проживало 6,53 % населения. Г. Махнова пришла к выводу, что оно составляло 6,36 % населения.
В 1666 году столичные чиновники провели первую перепись жителей Чернигова. Они зафиксировали в городе 314 дворов мещан. Считается, что в то время в каждом дворе проживало 7—8 человек. Осуществив приблизительные подсчеты, можно предположить, что в городе проживало около 2—2,5 тыс. человек мещанского сословия. Интересно, что в городе почти не было бедных людей — перепись зафиксировала только 12 дворов «убогих» мещан. Поскольку цель переписи заключалась в установлении круга лиц, которые могли платить налоги, в него не попали казаки, шляхта и духовенство. Они были привилегированными слоями населения и не облагались налогом. Также не считали их работников и подданных черниговских монастырей. Поэтому точные подсчеты всех жителей города по этой переписи, как и по другим, уже к концу XVIII века невозможны. Можно предположить, что в 1666 году население Чернигова составляло до 3 тысяч человек.
На основе материалов исповедных росписей 1739 года Богоявленской, Вознесенской, Воскресенской, Михаило-Федоровской, Покровской, Преображенской, Сретенской, Крестовоздвиженской, Екатерининской церквей Чернигова мы можем определить ситуацию XVIII века.
Во всех церковных приходах Чернигова вместе насчитывалось 149 (27,7 %) семей, относившихся к типу простых или нуклеарных. Количество родственников в них колебалось от 3 до 5 человек. К расширенным относилось 58 (10,8 %) домохозяйств. Большинство в церковных приходах Чернигова составляли мультифокальные или сложные семьи, которые образовались из нескольких нуклеарных семей или ядер. Их насчитывалось 302 (56,2 %).
Согласно данным исповедальных книг, всего в церковных приходах города Чернигова насчитывалось 537 домохозяйств, где проживало 3302 жителя.
Согласно данным переписи дворов Черниговского полка 1721 года, в городе зафиксирован 631 двор, в том числе: казацкой старшины — 18, священнослужителей — 19, мещанских — 141, казацких — 245, бобыльских — 178, шинковых — 30. цифру жилых дворов (601) снова умножаем на 6, 7 или 8 и по таким расчетам следует, что население Чернигова на 1721 года составляло от 3,5 до 4,5 тысячи человек, но опять же не следует забывать об условности и приблизительности подсчетов.
По этническому составу население региона было пёстрым. Так, Шафонский отметил, что мещане «греческий благочестивый закон исповедуют, и весь образ жизни и язык малорусский употребляют, и настоящими малороссиянами считаться могут». Это подтверждают и официальные данные, по которым среди городских жителей было только 50 русских, а остальные украинцы. Правда, если добавить солдат и офицеров местного гарнизона, которых не относили к числу жителей, то количество русских увеличивалось примерно на 500 человек.
Население Чернигова в середине XVIII века было представлено тремя основными группами: городским патрициатом, мещанством и городскими низами, которые были наделены соответствующими правами и обязанностями. Высшее место социальной иерархии представлял небольшой по численности городской патрициат: влиятельные семьи, богачей, богатые купцы и владельцы ремесленных мастерских. Мещанство составляли обычные полноправные жители городов: средние и мелкие лавочники, ремесленники, мастера, владельцы небольших промыслов и мастерских.
Городское население к концу XVIII века почти не росло, что было вызвано ухудшением условий существования мещанского сословия, эпидемиями и стихийными бедствиями. С усилением давления российских властей и уменьшением привилегий украинских городов, пребывание в мещанском состоянии становилось невыгодным экономически, поэтому значительная часть людей предпочитала проживать в пригородных селах.

### Новое время
| 1739 | 1801 | 1844 | 1897 | 1913 | 1926 | 1939 | 1959 | 1970  | 1979  | 1989  | 1995  | 2001  | 2006  | 2013  | 2016  |
| ---- | ---- | ---- | ---- | ---- | ---- | ---- | ---- | ----- | ----- | ----- | ----- | ----- | ----- | ----- | ----- |
| 3,3  | 4,0  | 12,0 | 27,7 | 35,0 | 34,4 | 68,6 | 89,6 | 158,9 | 238,1 | 296,3 | 314,0 | 305,0 | 299,6 | 296,1 | 294,1 |

На начало 2016 года численность населения Чернигова составила 294,1 тысячи человек.
В 2015 году в городе родилось 2517 детей. Подавляющее большинство женщин родили первого (55 %) и второго (37 %) ребёнка.
Доля малышей, рождённых женщинами, не состоящими в браке, составила 17 %.
В 2015 году в Чернигове умерло 3467 человек. Средний возраст умерших — 70 лет.
За 2015 год в городе поженились 2375 пар.

## Возрастная структура
Средний возраст населения Чернигова по переписи 2001 года составил 37,3 лет. Средний возраст мужчин на 4,4 года меньше, чем у женщин (34,9 и 39,3 соответственно). В возрасте младше трудоспособного находилось 49 625 человек (16,3 %), в трудоспособном возрасте — 198 170 человек (65,0 %), в возрасте старше трудоспособного — 56 758 человек (18,6 %). По статье в городе преобладали женщины, которых насчитывалось 162 339 человек (53,2 %), в то время как мужчин 142 655 (46,8 %).
По состоянию на 1 января 2014 года половозрастное распределение населения Чернигова было следующим:
| возраст     | мужчины | женщины | оба пола |
| ----------- | ------- | ------- | -------- |
| 0-14        | 18 966  | 17 967  | 36 933   |
| 15-64       | 100 764 | 112 731 | 213 495  |
| 65 и старше | 13 391  | 26 031  | 39 422   |

## Национальный состав
Динамика национального состава населения Чернигова по данным переписей, %
|          | 1926 | 1989 | 2001 |
| -------- | ---- | ---- | ---- |
| украинцы | 57,0 | 80,2 | 86,3 |
| русские  | 16,4 | 15,8 | 10,6 |
| белорусы | 0,6  | 1,5  | 1,2  |
| евреи    | 38,6 | 1,0  | 0,3  |

## Языковой состав
Динамика родного языка населения Чернигова по переписям, %
| язык       | 1897 | 1926 | 1989 | 2001 |
| ---------- | ---- | ---- | ---- | ---- |
| украинский | 36,4 | 30,3 | 65,5 | 74,0 |
| русский    | 28,8 | 42,9 | 33,1 | 24,5 |
| иврит      | 31,7 | 24,7 | 0,1  |      |

Родной язык населения по данным переписи 1897 года:
| Язык                       | Численность, чел. | Доля     |
| -------------------------- | ----------------- | -------- |
| Украинский («малорусский») | 10 085            | 36,39 %  |
| Идиш («еврейский»)         | 8 780             | 31,68 %  |
| Русский («великорусский»)  | 7 985             | 28,81 %  |
| Польский                   | 374               | 1,35 %   |
| Другие                     | 492               | 1,77 %   |
| Итого                      | 27 716            | 100,00 % |

По данным переписи 1926 года, украинский язык родным назвали 30,3 % населения города, русский — 42,9 %, еврейский — 24,7 %, польский — 0,4 %, другой — 1,7 %.
Родной язык населения по данным переписи 2001 года:
| Язык       | Численность, чел. | Доля     |
| ---------- | ----------------- | -------- |
| Украинский | 221 322           | 74,01 %  |
| Русский    | 73 277            | 24,50 %  |
| Другое     | 4 439             | 1,49 %   |
| Итого      | 299 038           | 100,00 % |

Украинский язык является основным и единственным официальным языком города.
Вторжение России на Украину спровоцировало новую волну украинизации в городе, всё больше людей предпочитают говорить на украинском языке. Согласно опросу, проведённому Международным республиканским институтом в апреле-мае 2023 года, на украинском дома разговаривали 53 % населения города, на русском — 41 %.
18 июля 2023 года указом начальника Черниговской городской военной администрации в Чернигове утверждены «Правила обеспечения в городе Чернигов благоустройства, чистоты и порядка, соблюдения тишины в общественных местах, на период действия правового режима военного положения и 30 дней после его прекращения или отмены». Среди них содержатся пункты о запрете использовать русский язык на наружной рекламе (7.1.1), любых вывесках и информационных табличках (7.28), а также запрет на публичное использование русскоязычного культурного продукта (8.13).
Согласно опросу, проведённому Международным республиканским институтом в апреле-мае 2024 года, на украинском дома разговаривал 71 % населения города, на русском — 55 % (в отличие от опроса 2023 года был разрешён выбор нескольких вариантов).
По данным Государственной службы статистики Украины в 2023/24 учебном году все 89 872 учащихся в учреждениях общего среднего образования в Черниговской области обучались в украиноязычных классах.